# Merosargus pallidus
Merosargus pallidus är en tvåvingeart som beskrevs av Mcfadden 1971. Merosargus pallidus ingår i släktet Merosargus och familjen vapenflugor. Inga underarter finns listade i Catalogue of Life.